# يتيشار
يتيشار أو ياتي شهر  ( باللغة الأويغورية : يتتىشەر دۆلەتي؛ باللغة الصينية: 哲德沙爾汗國؛ تعني "سبع مدن" أو "هيبتابوليس")، والمعروفة باسم كاشغاريا، كانت دولة تركية مسلمة سنية قصيرة العمر كانت موجودة في تركستان الشرقية (شينجيانغ حاليا) بين عامي 1865 و 1877 خلال ثورة دونغان ضد أسرة تشينغ الصينية .   كانت المدن السبع هي كاشغر وخوتان وياركند وينجيسار وأقسو وكوتشا وكورلا .  في عام 1873، تم اعتبارها كدولة تابعة للدولة العثمانية .  :152–153في 18 ديسمبر 1877، دخل جيش تشينغ كاشغر، مما أدى إلى إنهاء الدولة. 

## تاريخ

### خلفية
في القرن السادس عشر الميلادي، كانت شينجيانغ تحت سيطرة خانات يرقند ثم بعدهم سيطر خانات دزنجر. بحلول ستينيات القرن التاسع عشر، أصبحت شينجيانغ تحت حكم تشينغ لمدة قرن تم احتلال المنطقة في عام 1759 من خانات دزنجر.  التي أصبح سكانها الأساسيون، الأويرات ، فيما بعد أهدافًا للإبادة الجماعية. ومع ذلك ، نظرًا لأن شينجيانغ كانت تتكون في الغالب من أراضي شبه قاحلة أو صحراوية، فإن هذه الأراضي لم تكن جذابة للمستوطنين الهان المحتملين باستثناء بعض التجار، لذلك استقر أشخاص آخرون مثل الأويغور في المنطقة.
المجموعة العرقية المعروفة اليوم بشعب الأويغور لم تكن معروفة بمصطلح "الأويغور" حتى القرن العشرين. أطلق على الأوزبك الذين سكنوا بالقرب من شينجيانغ حاليًا اسم " أنديجانيون " أو " قوقنديون "، بينما عُرف الأويغور في حوض تاريم باسم "الأتراك"، ربما بسبب لغتهم . كان هناك أيضًا مهاجرون من الأويغور يقيمون في منطقة إيلي التي كانت تسمى " تارانشي ". تم تعيين المصطلح الحديث "الأويغور" لهذه المجموعة العرقية من قبل الاتحاد السوفيتي الذي تم إنشاؤه حديثًا في عام 1921 في مؤتمر عُقد في طشقند . نتيجة لذلك، لم تذكر مصادر فترة ثورة دونجان أي ذكر للأويغور. كان الصراع في الأساس حربًا عرقية ودينية خاضها أعضاء من مسلمي الهوي وغيرهم من الجماعات العرقية المسلمة في مقاطعات شنشي ونينغشيا وقانسو الصينية، وكذلك في شينجيانغ، بين عامي 1862 و 1877.
فر آلاف اللاجئين المسلمين من شنشي إلى قانسو. شكل بعضهم كتائب مهمة في شرق قانسو، بهدف استعادة أراضيهم في شنشي. بينما كان متمردو الهوي يستعدون لمهاجمة قانسو وشنشي، هرب يعقوب بك، وهو قائد إثني أوزبكي أو طاجيكي من خانات قوقند، من الخانات في عام 1865 بعد أن خسر طشقند لصالح الروس، واستقر في كاشغر وسرعان ما تمكن من السيطرة الكاملة على المدينة. مدن الواحات المحيطة بحوض تاريم في جنوب شينجيانغ .

### تأسيس يتيشار

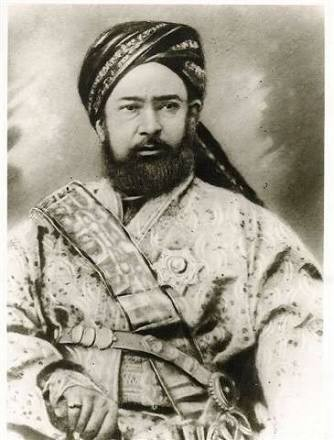
يعقوب بك، حاكم يتيشار

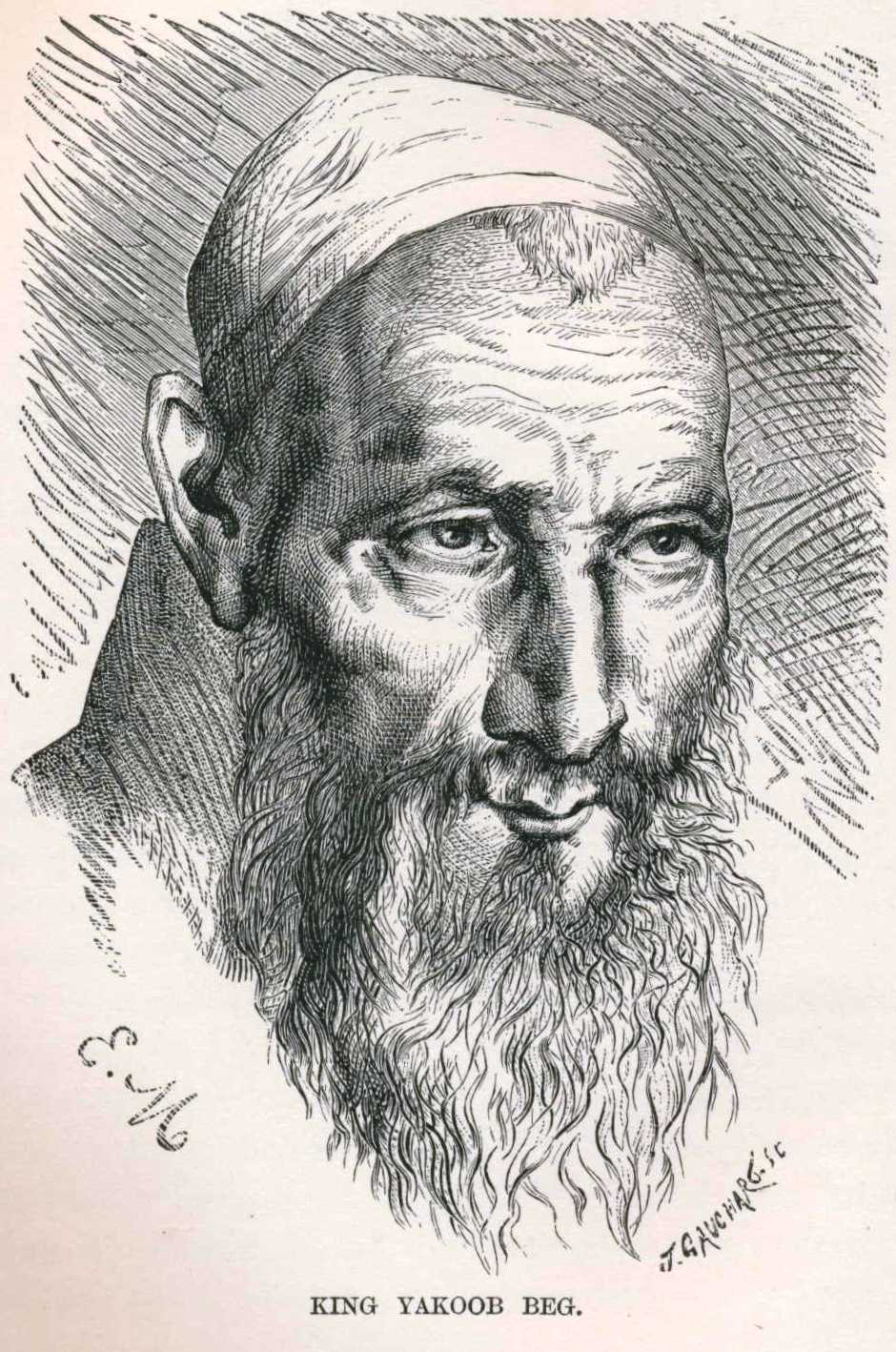
يعقوب بك

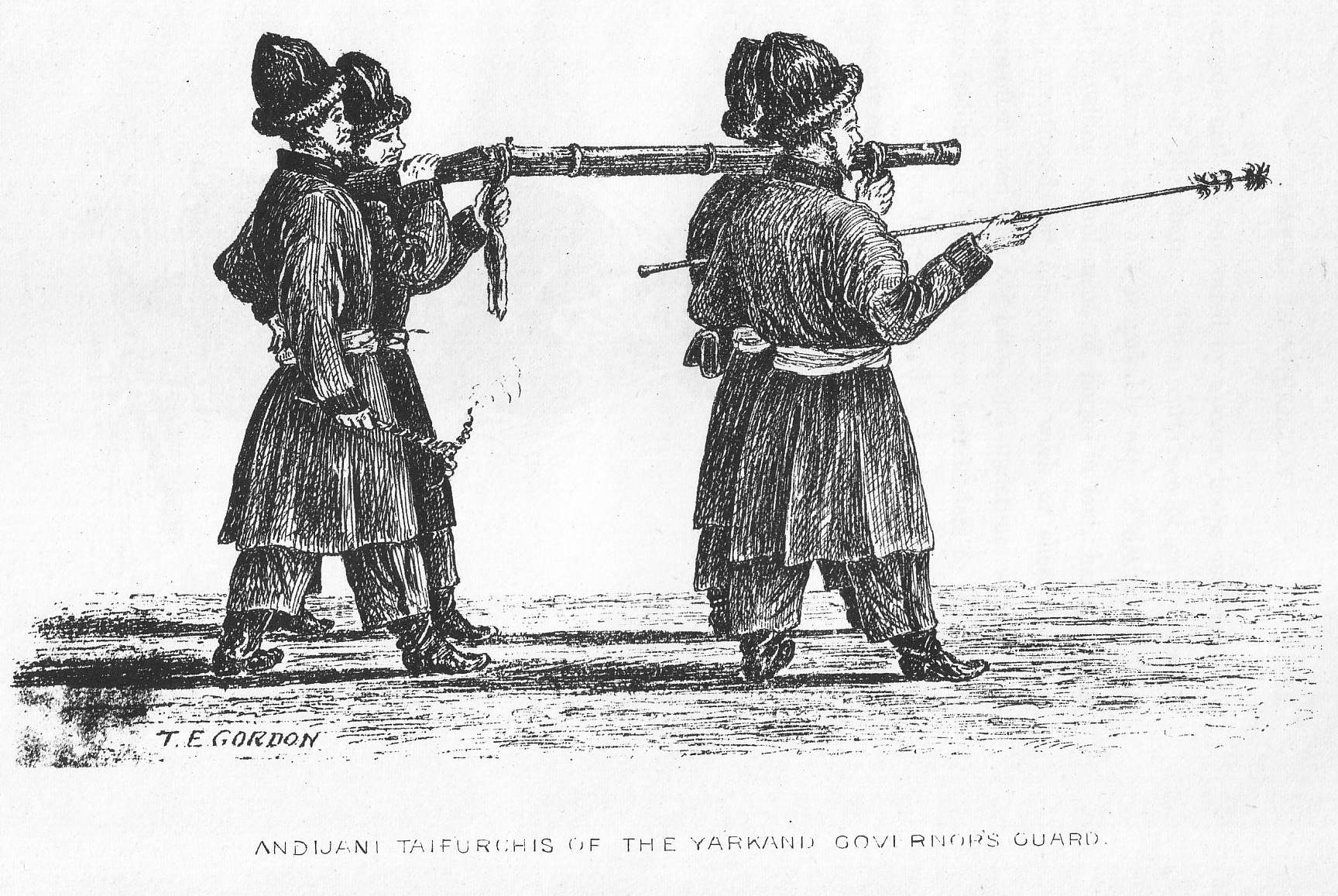
قوات ليعقوب بيك من أنديجان

ولد يعقوب بك في بلدة بسكنت، في خانات خوقند (الآن في أوزبكستان ). في تمردات من عام 1864، غزا الأجنبي الخوقندي يعقوب بك حوض تاريم. 
جاء يعقوب إلى السلطة بعد طرد الصينيين. أصبح الصينيون مهمين فقط عندما عادوا بجيش. كان لدى خان قوقند بعض الادعاءات حول برزوق خان كموضوع، لكنه لم يفعل شيئًا في الممارسة العملية. لم تعترف روسيا وإنجلترا أبدًا بيعقوب كحاكم شرعي.  دخل يعقوب في علاقات ووقع معاهدات مع الإمبراطورية الروسية وبريطانيا العظمى، ولكن عندما حاول الحصول على دعمهما ضد الصين، فشل. 
حصل يعقوب بك على لقب "أثاليك غازي بطل المؤمنين" من قبل أمير بخارى عام 1866. أعطاه السلطان العثماني لقب أمير.  :118, 220

#### شعبية
كان حكم يعقوب بيك لا يحظى بشعبية بين السكان الأصليين، حيث علق أحد سكان كاشغر المحليين، وهو محارب وابن زعيم قبلي: "خلال الحكم الصيني كان هناك كل شيء؛ لا يوجد شيء الآن". كما كان هناك انخفاض في التجارة.  كان يعقوب بك يكره رعاياه من المسلمين الأتراك، مما يثقل كاهلهم بضرائب باهظة ويخضعهم لنسخة قاسية من الشريعة الإسلامية.  
يشير المؤرخ الكوري كيم هودونغ إلى حقيقة أن أوامره الكارثية وغير الدقيقة خذلت السكان المحليين ورحبوا بدورهم بعودة القوات الصينية.  :172كتب جنرال سلالة كينغ زو زونغتانغ أن "أهل أنديجان مستبدون لشعبهم؛ وينبغي على القوات الحكومية مواساتهم بالإحسان. أهل أنديجان جشعون في الابتزاز من الناس؛ يجب على القوات الحكومية أن تصحح هذا الأمر بأن تكون سخية ". 

### سقوط (1877)

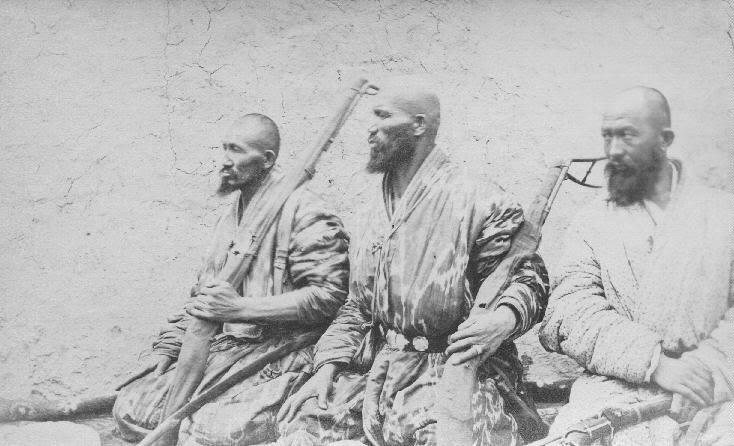
خوتان الأويغور، قوات يتيشار

في أواخر سبعينيات القرن التاسع عشر، قررت أسرة تشينغ إعادة احتلال شينجيانغ بقيادة الجنرال زو زونغ تانغ. عندما انتقل زو إلى شينجيانغ لسحق المتمردين المسلمين بقيادة يعقوب بك، انضم إليه جنرال دونجان التابع للطريقة الصوفية الخفية ما أنليانج وقواته، التي كانت مؤلفة بالكامل من مسلمي دونغان . قاتل ما أنليانج وقواته من دونغان إلى جانب زو زونغ تانغ لمهاجمة قوات المتمردين المسلمين.  بالإضافة إلى ذلك، كان للجنرال دونغ فو شيانغ جيش من كل من الهان ودونغان، واستولى جيشه على منطقتي كاشغر وخوتان أثناء حروب الاسترداد.   أيضًا، انضم جنرالات شنشي-دونجان قديمو (المسلمون غير الصوفين)، كوي وي وي، وهوا ديكاي، الذين انشقوا إلى أسرة تشينغ، إلى زو زونغ تانغ وقادوا الهجوم على قوات يعقوب بيك في شينجيانغ. 
نفذ الجنرال زو سياسة تصالحية تجاه المتمردين المسلمين، حيث أصدر عفواً عن أولئك الذين لم يتمردوا وأولئك الذين استسلموا إذا كانوا قد انضموا إليها لأسباب دينية فقط. إذا ساعد المتمردون الحكومة ضد المتمردين المسلمين فإنهم سيحصلوا على مكافآت.  على عكس الجنرال زوو، سعى زعيم المانشو دورونجا إلى ذبح جميع المسلمين ورآهم جميعًا على أنهم أعداء.  كما أصدر زو تعليمات للجنرال زانغ ياو بأن "أنديجان مستبدون لشعبهم ؛ وينبغي على القوات الحكومية مواساتهم بإحسانهم. أنديجان جشعون في الابتزاز من الناس ؛ يجب على القوات الحكومية أن تصحح هذا الأمر بأن تكون سخية "، وتطلب منه ألا يسيء معاملة المواطنين الأتراك المسلمين في شينجيانغ.  :241]كتب زوو أن الأهداف الرئيسية كانت فقط "الثوار المتشددون" وقادتهم، يعقوب بك وباي يانهو .  :241لم يتم إلقاء اللوم على السكان الأصليين أو إساءة معاملتهم من قبل قوات تشينغ، وكتب أحد الروس أن الجنود تحت قيادة الجنرال ليو "تصرفوا بحكمة شديدة فيما يتعلق بالسجناء الذين أخذهم. . . تم حساب معاملته لهؤلاء الرجال ليكون لها تأثير جيد لصالح الصينيين ".  :241
كان زو زونغ تانغ، الذي كان جنرالًا سابقًا في جيش شيانغ، القائد الأعلى لجميع قوات تشينغ المشاركة في مكافحة التمرد هذه. كان مرؤوسوه هم الجنرال الصيني الهاني ليو جينتانج ومانشو جين شون.  :240كان جيش ليو جينتانج يمتلك مدفعية ألمانية حديثة، والتي تفتقر إليها قوات جين شون ولم يكن تقدم جين بنفس سرعة تقدم ليو. بعد قصف ليو لـ Ku-mu-ti، بلغ عدد ضحايا المتمردين المسلمين 6000 قتيل بينما اضطر باي يانهو إلى الفرار لإنقاذ حياته. بعد ذلك دخلت قوات تشينغ أورومتشي دون معارضة. كتب زو أن جنود يعقوب بيك كانوا يمتلكون أسلحة غربية حديثة لكنهم جبناء: "زعيم قبيلة أنديجاني يعقوب بيك لديه أسلحة نارية جيدة إلى حد ما. لديه بنادق أجنبية وبنادق أجنبية، بما في ذلك مدفع يستخدم قذائف متفجرة [Kai Hua Pao] ؛ لكنها ليست جيدة ولا فعالة مثل تلك التي في حوزة قوات الحكومة لدينا. رجاله ليسوا رماة جيدين، وعندما صدوا هربوا ببساطة "  :241
في ديسمبر 1877، تم احتلال كاشغر بأكملها.  لجأ محمد أيوب مع مفارز دونغان إلى ممتلكات روسيا. تمت استعادة قوة سلالة تشينغ في جميع أنحاء شينجيانغ، باستثناء منطقة إيلي، التي أعادتها روسيا إلى الصين بموجب معاهدة سانت بطرسبرغ . 

#### موت يعقوب بك
طريقة موت يعقوب بك غير واضحة. ذكرت صحيفتا ذا تايمز في لندن و تركستان جازيت الروسية أنه توفي بعد مرض قصير.  :167–169يذكر المؤرخ المعاصر موسى سايرامي (1836-1917) أنه تسمم في 30 مايو 1877 في كورلا على يد الحاكم السابق لمدينة ياركند، نياز حكيم بيك، بعد أن أبرم الأخير اتفاقية تآمر مع قوات أسرة تشينغ (الصينية) في جونغاريا .  :167–169ومع ذلك، نفى نياز بيك، في رسالة إلى سلطات تشينغ، تورطه في مقتل يعقوب بك، وادعى أن حاكم كاشغر قد انتحر.  :167–169يقول البعض إنه قُتل في معركة مع الصينيين.  يعتقد المؤرخون المعاصرون، وفقًا لكيم هودونغ، أن الموت الطبيعي ( لسكتة دماغية ) هو التفسير الأكثر منطقية.  :167–169